# Ikata (Cameroun)
Pour les articles homonymes, voir Ikata.
Ikata est une localité du Cameroun, située dans l'arrondissement de Muyuka, le département du Fako et la région du Sud-Ouest.

## Population
En 1953, la population était de 84 habitants. En 1967, Ikata comptait 719 habitants, principalement des Bakweri. Lors du recensement de 2005, on a dénombré 3 366 personnes.